# Jelsőc
Jelsőc (szlovákul: Jelšovec) község Szlovákiában, a Besztercebányai kerületben, a Losonci járásban.

## Fekvése
Losonctól 10 km-re délnyugatra fekszik.

## Története
1573-ban "Jelsewcz", "Jelsoch" néven említik először, Somoskő várának uradalmához tartozott. Neve a szláv jelša (= égerfa) főnévből származik. A 17. századtól a gácsi uradalom része. 1548-ban a Losonczy család birtoka, utánuk 1598-ban Forgách Zsigmond szerezte meg. 1715-ben és 1720-ban 12 adózó családja volt, közülük 10 magyar és 2 német. 1784-ben 37 házában 316 lakos élt. 1828-ban 37 jobbágy és 16 zsellércsalád élt itt 421 lakossal. 1831-ben és 1873-ban kolerajárvány pusztított.
Római katolikus népiskoláját a 19. század elején alapították. A szalmatetős épület 1874-ben egy tűzvészben leégett, ezért újatt kellett építeni.
Fényes Elek geográfiai szótárában "Jelsőcz, magyar falu, Nógrád vmegyében, keskeny völgyben, a bányavárosi országutban, cserés tölgyfás erdőktől körülvéve, ut. post. Losoncztól 1 órányira. Határa 1311 h., mellyből 70 hold belsőség, 647 hold szántó, 150 h. rét, 444 h. erdő. Ebből majorsági szántóföld 375 h., belsőség 6, erdő 444 hold. Földje dombos, agyagos, néhol kavicsos és vadvizes, legjobban termi a rozsot, zabot, burgonyát, veres lóherét; rétjei kétszer kaszálhatók. Népessége 65 házban 497 kath., 3 evang., kik fuvarozással sokat foglalkodnak. A vilkei urad. tartozik. Egész urb. telek 22."  Archiválva 2007. szeptember 27-i dátummal a Wayback Machine-ben
A trianoni békeszerződésig területe Nógrád vármegye Losonci járásához tartozott.

## Népessége
| Év:            | 1994. | 2004.    | 2014.    | 2024.   |
| -------------- | ----- | -------- | -------- | ------- |
| Emberek száma: | 188   | 274      | 314      | 303     |
| Eltérés:       |       | +45,74 % | +14,59 % | -3,50 % |

| Év:            | 2023. | 2024.   |
| -------------- | ----- | ------- |
| Emberek száma: | 315   | 303     |
| Eltérés:       |       | -3,80 % |

1910-ben 472, túlnyomórészt magyar anyanyelvű lakosa volt.
2001-ben 257 lakosából 147 szlovák és 88 magyar volt.
2011-ben 310 lakosából 265 szlovák és 31 magyar volt.
2021-ben 331 lakosából 239 (+3) szlovák, 26 (+2) magyar, (+2) cigány, 8 egyéb és 58 ismeretlen nemzetiségű volt.

## Neves személyek
- Itt tanított Farkas István (1900-1975) író, újságíró, műfordító, polgári iskolai tanár.

## Nevezetességei
- Római katolikus temploma 1888-ban épült.
- A község természeti látványossága a nyugatra található három, vulkanikus eredetű kráter.

## Külső hivatkozások
- Községinfó
- Jelsőc Szlovákia térképén
- E-obce.sk Archiválva 2008. június 5-i dátummal a Wayback Machine-ben